# David Popper

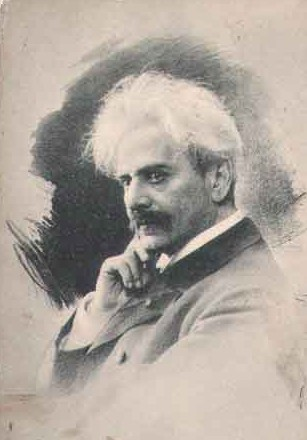
David Popper

David Popper (Praga, 18 de junio de 1843 - Baden bei Wien, 7 de agosto de 1913) fue un compositor y violonchelista checo. Su obra más famosa es Elfentanz (Danza de los elfos).

## Vida
Nacido en el barrio judío de Praga, su padre era cantor en dos sinagogas. Aprendió a tocar el violonchelo con tan sólo seis años y, con doce años, ingresó en el conservatorio de Praga. Pronto atrajo la atención de los críticos por su virtuosismo, haciéndose famoso por sus conciertos en Viena. En 1886 comenzó a trabajar como profesor en la academia de música de Budapest. Conoció a Béla Bartok cuando este sólo tenía 19 años.
En 1911 murió su hijo de tuberculosis. Dos años después, Popper resbaló en una calle helada, por lo que nunca más pudo usar su brazo derecho. Murió el verano siguiente de un ataque al corazón.
- Datos: Q354927
- Multimedia: David Popper / Q354927